# Edwin R. Thiele
Pour les articles homonymes, voir Thiele.
Edwin Richard Thiele (1895-1986) est un missionnaire adventiste américain, un archéologue, un directeur de rédaction, un écrivain et un professeur de l'Ancien Testament. Il est connu pour ses recherches sur la chronologie des royaumes hébreux. 

## Biographie
Natif de Chicago, Edwin Thiele obtient un Baccalaureate of Arts (l'équivalent de la licence en France) des langues anciennes en 1918 à Emmanuel Missionary College (qui fut renommé l'université Andrews en 1960). Après deux ans de service comme secrétaire du département de la mission intérieure (appelé aujourd'hui " les ministères personnels ") de la Fédération du Michigan Est de l'Église adventiste du septième jour, il partit servir en Chine comme missionnaire. Pendant douze ans, il fut le directeur et le rédacteur en chef de la maison d'édition " Signes des temps " à Shanghai.
À son retour aux États-Unis, Thiele obtint un Master en archéologie de l'université de Chicago in 1937. Il rejoignit alors la faculté de religion d'Emmanuel Missionary College, tout en poursuivant ses études doctorales à l'université de Chicago. Il obtint un doctorat en archéologie biblique en 1943. Sa thèse doctorale, publiée plus tard sous le titre The Mysterious Numbers of the Hebrew Kings (Les nombres mystérieux des rois hébreux) est mondialement considérée comme l'œuvre définitive sur la chronologie des rois hébreux. Il voyagea beaucoup au Moyen-Orient dans le cadre de cette recherche.
En plus de cela, Thiele écrivit un livre populaire sur le christianisme, Knowing God (Connaître Dieu). De 1963 à 1965, il fut professeur d'antiquité à l'université Andrews. Quand il prit sa retraite en 1965, il partit résider en Californie où il continua à écrire. Il mourut à Saint Helena, en Californie, en 1986. Il est enterré au cimetière Rose Hill à Berrien Springs dans le Michigan.
Après sa mort, son épouse, Margaret, acheva sa recherche sur le livre de Job, intitulé Job and the Devil (Job et le diable). Dans cette œuvre, Thiele argumente que le léviathan et béhémoth sont liés aux mythes du Moyen-Orient du chaos et du mal. Ainsi, il suggéra que le livre de Job représente derrière la souffrance de Job, Dieu luttant en coulisse contre le mal.

## Chronologie des rois hébreux
La chronologie des rois hébreux s'établit au départ en recoupant les informations trouvées dans les Livres des Rois et dans les Livres des Chroniques sur la durée de leurs règnes. L'accession au trône de chaque souverain est datée par rapport au nombre d'années de règne du roi contemporain du royaume du nord (Israël) ou du royaume du sud (Juda). Cependant, certains recoupements paraissent ne pas s'accorder, si bien qu'un règne d'une durée de 20 ans dans une référence semble correspondre à une autre durée, de 19 ou 21 années par exemple, dans une autre référence.

### Deux méthodes de comptage des règnes
Edwin Thiele remarqua que les références croisées durant le long règne d'Asa, roi de Juda, accumulaient une erreur d'une année pour chaque règne consécutif des rois d'Israël. La première référence croisée contenait une erreur d'une année, la seconde une erreur de deux années, la troisième une erreur de trois années, et ainsi de suite. Il démontra que c'était dû au fait qu'il existait deux méthodes différentes pour compter la durée des règnes : la méthode de l'année d'accession au trône et la méthode de l'année de la non-accession au trône. 
Selon notre calendrier, si un vieux roi meurt un 31 décembre et que le nouveau roi démarre son règne le 1er janvier, il n'y a pas de problème pour dater sa première année de règne. Mais si le vieux roi meurt le 1er décembre, que fait-on des 30 derniers jours de l'année ? Selon la méthode hébreu de l'année d'accession au trône, ces 30 jours sont appelés " l'année d'accession " et la première année de règne du nouveau roi démarre le 1er janvier. Dans la méthode de l'année de la non-accession au trône, les 30 jours sont la première année de règne du nouveau roi et sa deuxième année de règne démarre le 1er janvier.

### Deux calendriers
Comme si ce n'était pas déjà assez compliqué, Thiele démontra aussi que suivant le calendrier de l'année religieuse, le royaume du nord (Israël) célébrait le nouvel an au printemps au mois hébreu de Nissan, alors que le royaume du sud (Juda) démarrait le sien en automne au mois de Tishri, suivant en cela le calendrier de l'année civile juive.
Ainsi donc, des différences sur le début des années et les méthodes de datation des règnes expliquaient en grande partie la confusion sur les recoupements de la chronologie des rois hébreux. Quand il publia la première fois ses découvertes, Thiele ignorait que le Belge V. Coucke avait tiré une conclusion identique quelques années auparavant, un fait qu'il reconnut dans son livre, The Mysterious Numbers of the Hebrew Kings : 
1. Le royaume du nord (Israël) démarrait le nouvel an au printemps et utilisait la méthode de l'année de non accession au trône.
2. Le royaume du sud (Juda) démarrait le nouvel an en automne et utilisait la méthode de l'année d'accession au trône.

Thiele constata que le royaume du sud adopta la méthode de l'année de non accession au trône des pays voisins à une période d'alliance entre Juda et Israël. Ceci arriva quand Joram, fils de Josaphat (le roi de Juda), épousa Athalie, la fille d'Achab (le roi d'Israël). Cinquante ans plus tard, en 798 av. J.-C., le royaume de Juda revint à la méthode de l'année d'accession au trône. À partir de cette date, les deux royaumes du nord et du sud utilisèrent la méthode de l'année d'accession au trône jusqu'à leur disparition.

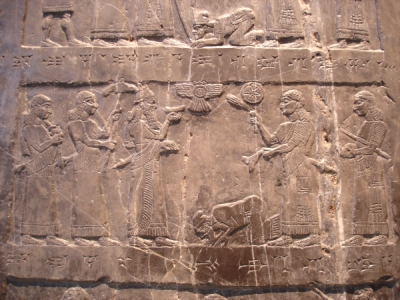
Obélisque noir : Jéhu, roi d'Israël, au pied de Salmanazar III, roi d'Assyrie

| Périodes                     | 931-848                         | 848-798                | 798-723           | 723-586           |
| ---------------------------- | ------------------------------- | ---------------------- | ----------------- | ----------------- |
| Système de datation d'Israël | Année de non accession au trône | Année de non accession | Année d'accession |                   |
| Système de datation de Juda  | Année d'accession au trône      | Année de non accession | Année d'accession | Année d'accession |

### Raffinements de la chronologie
Par cette compréhension de la chronologie, Thiele démontra que les quatorze années entre les rois Achab et Jéhu furent en réalité douze ans. Il parvint ainsi à dater leurs règnes de manière précise car le nom d'Achab est mentionné sur le monolithe de Kurkh. Cette stèle rapporte l'invasion de l'Assyrie en Syrie et en Palestine lors de la Bataille de Qarqar en 853 av. J.-C. Jéhu est mentionné sur l'obélisque noir de Salmanazar III, lui payant le tribut en 841 av. J.-C. Comme douze ans séparent ces deux évènements dans la chronologie assyrienne, Achab a dû combattre les Assyriens durant sa dernière année de règne et Jéhu paya le tribut lors de sa première année de règne. 
Thiele parvint à recouper toutes les données de la chronologie biblique des livres des Rois et des Chroniques, à l'exception des synchronismes entre Osée, roi d'Israël, et Ezéchias, roi de Juda, vers la fin du royaume du nord. Avec réticence, il conclut qu'il y avait une erreur sur ce point. Par la suite, d'autres chercheurs, dont son collègue Siegfried Horn, T. C. Mitchell, Kenneth Kitchen et Leslie McFall proposèrent une corégence non attestée d'Ezéchias et de son père Achaz pour expliquer le synchronisme entre Osée et Ezéchias.

### Chevauchements de règnes
Edwin Thiele constata aussi plusieurs chevauchements de règnes dans l'histoire des royaumes d'Israël et de Juda, en particulier durant les corégences. Par exemple, on plaça Jotham sur le trône quand Ozias fut atteint par la lèpre (1 Rois 15:5). À certains moments, des rois rivaux se disputèrent un royaume. Ainsi, Tivni régna sur une partie d'Israël et Omri sur une autre partie (1 Rois 16:21). 
Thiele démontra qu'un mode inhabituel de datation fut utilisé pour certains chevauchements de règnes : la durée d'un règne correspondait au nombre total d'années sur le trône, de l'année du début du chevauchement à l'année de la mort du roi durant son règne unique. Thiele désigna l'année de la fin du chevauchement de deux règnes et du début d'un règne unique, une " datation duale ". Cinq des huit chevauchements de règnes furent des datations duales : les règnes d'Omri, de Jéroboam II et Pékah en Israël, et de Josaphat et Ozias en Juda. Selon lui, le système de datation duale est essentiel à la compréhension de la chronologie des rois hébreux.

### Date de division du royaume unifié
Bien que la chronologie de Thiele du royaume du sud (Juda) nécessita une légère révision, sa chronologie du royaume du nord (Israël) est demeurée intacte depuis sa première publication en 1944. En particulier, sa date de 931 av. J.-C. pour la division du royaume de Salomon est largement acceptée par les chercheurs,,,,. Elle est indépendamment soutenue par les recherches de J. Liver, de Frank M. Cross et d'autres chercheurs qui étudièrent la chronologie des rois de Tyr.
Cette date de 931 av. J.-C., en conjonction avec le synchronisme entre Roboam (ou Réhoboam) et le pharaon Shishak dans 1 Rois 14:25 est utilisée par les égyptologues pour attribuer des dates absolues à la 22e dynastie d'Égypte. L'œuvre de Thiele basée sur la chronologie biblique est donc aussi utile pour la chronologie de l'histoire non biblique.

### Chronologie de Thiele
| ISRAËL      | ISRAËL            | ISRAËL        | ISRAËL | JUDA            | JUDA          | JUDA                           | JUDA                             | JUDA          | JUDA          | JUDA  | JUDA                                   | JUDA                                      | JUDA         |
| Roi         | Règnes simultanés | Règne         | Durée  | Roi             | Nom du père   | Âge d’accession à la corégence | Âge de début de règne personnel  | Corégence     | Règne         | Durée | Âge lors de la naissance du successeur | Âge au début de la corégence avec le fils | Âge de décès |
| ----------- | ----------------- | ------------- | ------ | --------------- | ------------- | ------------------------------ | -------------------------------- | ------------- | ------------- | ----- | -------------------------------------- | ----------------------------------------- | ------------ |
| Jéroboam    |                   | 931/0 - 910/9 | 22     | Roboam          | Salomon       |                                | 41                               |               | 931/0 - 913   | 17    |                                        |                                           | 59           |
| Jéroboam    | Abijam            | 931/0 - 910/9 | 22     | Roboam          |               |                                |                                  | 913 - 911/0   | 3             |       |                                        |                                           |              |
| Nadab       |                   | 910/9 - 909/8 | 2      | Asa             | Abijam        |                                |                                  |               | 911/0 - 870/9 | 41    |                                        |                                           |              |
| Baasa       |                   | 909/8 - 886/5 | 24     | Asa             | Abijam        |                                |                                  |               | 911/0 - 870/9 | 41    |                                        |                                           |              |
| Éla         |                   | 886/5 - 885/4 | 2      | Asa             | Abijam        |                                |                                  |               | 911/0 - 870/9 | 41    |                                        |                                           |              |
| Zimri       |                   | 885/4         | 0,02   | Asa             | Abijam        |                                |                                  |               | 911/0 - 870/9 | 41    |                                        |                                           |              |
| Tibni       |                   | 885/4 - 880   |        | Asa             | Abijam        |                                |                                  |               | 911/0 - 870/9 | 41    |                                        |                                           |              |
| Omri        | 885/4 - 880       | 880 - 874/3   | 12     | Asa             | Abijam        |                                |                                  |               | 911/0 - 870/9 | 41    |                                        |                                           |              |
| Achab       |                   | 874/3 - 853   | 22     | Josaphat        | Asa           | 35                             | 38                               | 872/1 - 870/9 | 870/9 - 848   | 25    | 23                                     | 54                                        | 59           |
| Ochozias    |                   | 853 - 852     | 2      | Joram           | Josaphat      | 32                             | 37                               | 853 - 848     | 848 - 841     | 8     | 23                                     |                                           | 44           |
| Joram       |                   | 852 - 841     | 12     | Ochozias        | Joram         |                                | 22 (42)                          |               | 841           | 1     | 22                                     |                                           | 22           |
| Jéhu        |                   | 841 - 814/3   | 28     | Athalie         | Achab         |                                |                                  |               | 841 - 835     |       |                                        |                                           |              |
| Joachaz     |                   | 814/3 - 798   | 17     | Joas            | Ochozias      |                                | 7                                |               | 835 - 796     | 40    | 22                                     |                                           | 46           |
| Joas        |                   | 798 - 782/1   | 16     | Amasias         | Joas          |                                | 25                               |               | 796 - 767     | 29    | 15                                     | 30                                        | 54           |
| Jéroboam II | 793/2 - 782/1     | 782/1 - 753   | 41     | Azarias (Ozias) | Amasias       | 16                             | 39                               | 792/1 - 767   | 767 - 740/9   | 52    | 33                                     | 57                                        | 68           |
| Zacharie    |                   | 753 - 752     | 0,5    | Azarias (Ozias) | Amasias       | 16                             | 39                               | 792/1 - 767   | 767 - 740/9   | 52    | 33                                     | 57                                        | 68           |
| Shallum     |                   | 752           | 0,08   | Azarias (Ozias) | Amasias       | 16                             | 39                               | 792/1 - 767   | 767 - 740/9   | 52    | 33                                     | 57                                        | 68           |
| Ménahem     |                   | 752 - 742/1   | 10     | Jotham          | Azarias       | 25                             | 36                               | 750 - 740/9   | 740/9 - 732/1 | 16    | 21                                     |                                           | 44           |
| Peqahya     |                   | 742/1 - 740/9 | 2      | Jotham          | Azarias       | 25                             | 36                               | 750 - 740/9   | 740/9 - 732/1 | 16    | 21                                     |                                           | 44           |
| Peqah       | 752 - 740/9       | 740/9 - 732/1 | 20     | Achaz           | Jotham        |                                | 20                               | 735 - 732/1   | 732/1 - 716/5 | 16    | 16                                     |                                           | 40           |
| Osée        |                   | 732/1 - 723/2 | 9      | Achaz           | Jotham        |                                | 20                               | 735 - 732/1   | 732/1 - 716/5 | 16    | 16                                     |                                           | 40           |
|             |                   |               |        | Ézéchias        | Achaz         |                                | 25                               |               | 716/5 - 687/6 | 29    | 33                                     | 44                                        | 54           |
| Manassé     | Ézéchias          | 12            | 22     | 697/6 - 687/6   | 687/6 - 643/2 | 55                             | 45                               |               | 66            |       |                                        |                                           |              |
| Amon        | Manassé           |               | 22     |                 | 643/2 - 641/0 | 2                              | 17                               |               | 24            |       |                                        |                                           |              |
| Josias      | Amon              |               | 8      |                 | 641/0 - 609   | 31                             | 17 Joachaz 16 Joaqim 31 Sédécias |               | 39            |       |                                        |                                           |              |
| Joachaz     | Josias            |               | 23     |                 | 609           | 0,25                           |                                  |               |               |       |                                        |                                           |              |
| Joaqim      | Josias            |               | 25     |                 | 609 - 598     | 11                             | 19                               |               | 36            |       |                                        |                                           |              |
| Joachin     | Joaqim            |               | 18 (8) |                 | 598 - 597     | 0,25                           |                                  |               |               |       |                                        |                                           |              |
| Sédécias    | Josias            |               | 21     |                 | 597 - 586     | 11                             |                                  |               |               |       |                                        |                                           |              |

## Contribution de Thiele
La recherche d'Ewin Thiele a été mis en contraste avec la méthode de Julius Wellhausen et des théologiens libéraux qui utilisèrent l'hypothèse documentaire. Wellhausen présupposa que les informations des livres des Rois et des Chroniques n'étaient pas historiques, estimant qu'elles auraient été assemblées artificiellement à une date plus tardive que les évènements qu'elles décrivaient. Selon lui, les synchronismes de ces livres n'avaient pas de valeur car leurs écrivains ne connaissaient pas l'histoire correcte des époques dont ils parlaient.
À l'inverse, Thiele utilisa une approche non spéculative. Il rechercha les méthodes que les anciens scribes et chroniqueurs des palais royaux utilisèrent pour rapporter les évènements historiques. Se fondant sur les évidences des inscriptions archéologiques, il fournit une explication crédible aux problèmes de chronologie de l'histoire des rois hébreux. Son livre, The Mysterious Numbers of the Hebrew Kings, est considéré comme un classique et une œuvre compréhensive sur les dates d'accession au trône des rois des royaumes du nord et du sud, les calendriers et les corégences, se basant sur de nombreuses sources bibliques et extra-bibliques.
Avant la recherche de Thiele, de nombreux experts de la Bible doutaient qu'il soit possible de résoudre les difficultés de la chronologie des rois hébreux. Le fameux archéologue William F. Albright estima à un certain moment que les données du livre des Rois étaient incorrectes et qu'il fallait en fournir de nouvelles. Frank Knight Sanders écrivit à propos de ces chiffres : " Déterminer leur chronologie exacte est au-dessus du pouvoir de l'historien ". Aucune de ces remarques n'auraient été faites si les diverses méthodes de datation avaient été comprises. 
L'archéologue Siegfried Horn souligne : " Cet accomplissement est d'autant plus remarquable que Thiele travailla tout seul sur son projet de chronologie en utilisant seulement les données bibliques et les dates fixes de la chronologie assyrienne et babylonienne, sans s'appuyer sur l'œuvre des chercheurs qui l'avaient précédé dans ce domaine. C'est certainement une réussite extraordinaire ".